# Ken Brierley
Kenneth „Ken“ Brierley (* 3. April 1926 in Ashton-under-Lyne; † Februar 2004 in Blackpool) war ein englischer Fußballspieler, der für Oldham Athletic und den FC Liverpool zwischen 1946 und 1955 185 Partien in der Football League bestritt.

## Karriere
Brierley kam aus dem Lokalfußball im April 1945 zu Oldham Athletic. Als variabel einsetzbarer Spieler, der insbesondere mit seiner Ballkontrolle und Spielübersicht herausstach, kam Brierley sowohl auf der linken Angriffsseite als Innen- oder Außenstürmer in der Third Division North zum Einsatz, wurde aber ebenso als linker Außenläufer eingesetzt. Im Februar 1948 wechselte Brierley für eine Ablösesumme von £7.000 zum noch amtierenden englischen Meister FC Liverpool in die First Division. Obwohl er umgehend in die Mannschaft rückte und bei einem 4:0-Erfolg gegen den Lokalrivalen FC Everton im April 1948 auch seinen ersten Pflichtspieltreffer erzielte, gelang es ihm in den folgenden Jahren nicht, sich in der Mannschaft dauerhaft zu etablieren. Zu mehr als 13 Ligaeinsätzen in der Spielzeit 1948/49 reichte es in keiner seiner sechs Spielzeiten. Im März 1953 kehrte Brierley für eine Ablöse von £2.750 zu Oldham Athletic zurück und stieg mit dem Klub am Saisonende als Meister der Third Division North in die Second Division auf. Die höhere Spielklasse erwies sich für Oldham als zu stark und nach nur einer Saison stand als abgeschlagener Tabellenletzter die Rückkehr in die Drittklassigkeit.
In der Saisonpause 1955 verließ Brierley Oldham und setzte seine Karriere im Non-League football fort. Nach einer Saison bei Stalybridge Celtic in der Cheshire County League ließ er seine Laufbahn von 1956 bis 1958 beim Ligakonkurrenten AFC Mossley ausklingen, für den er 78 Pflichtspiele (10 Tore) bestritt.